# GPT
GPT  (angleška kratica za "Generative Pre-trained Transformer") je inteligentni sistem za ustvarjanje besedil. GPT je nevronska mreža, ki uporablja okrepčevalno učenje. Njegova najbolj znana različica je ChatGPT, ki je prvi milijon uporabnikov pridobila v zgolj 5 dnevih od objave na spletu.

### Uporaba GPT
Uporabnik vnese v naravnem jeziku (lahko je tudi slovenščina) opis želenega besedila in GPT takoj za tem se ustvari želeno besedilo. Je neke vrste klepetalni robot (anlgeško chatbot). Novejše različice zmorejo dajati kvalitetne odgovore primerljive s človeškimi. 

### Zgodovina
Avtor Alec Radford je objavil izvorni članek junija 2018. V njem je pokazal kako lahko inteligentni sistem pridobiva znanje iz raznolikih obsežnih besedil. Naslednjega leta je nastala izboljšana različica GPT-2, ki je bila tudi javno objavljena. Vendar ne takoj po nastanku, saj je bila tako zmogljiva, da so se ustrašili njene zlorabe (lažne novice, žaljiva besedila...). Naslednja različica GPT-3, ki je bila izdana maja 2020, je mnogo večja od predhodnice. Njeno število prostih parametrov znaša že 175 milijard. Temu primerno je večja tudi zmogljivost. Chat      GPT sodi v različico GPT-3. Omenja se že tudi nastanek naslednje različice, ki se bo predvidoma imenovala GPT-4.